# Okręg Briançon
Okręg Briançon (fr. Arrondissement de Briançon) – okręg w południowo-wschodniej Francji. Populacja wynosi 32 100.

## Podział administracyjny
W skład okręgu wchodzą następujące kantony:
- Aiguilles,
- Argentière-la-Bessée,
- Briançon-Nord,
- Briançon-Sud,
- Grave,
- Guillestre,
- Monêtier-les-Bains.